# Natal'ja Aleksandrovna Puškina
Natal'ja Aleksandrovna Puškina (russo: Наталья Александровна Пушкина); San Pietroburgo, 23 maggio 1836 – Cannes, 14 maggio 1913), contessa di Merenberg, era la figlia di Aleksandr Sergeevič Puškin e la moglie morganatica del principe Nicola Guglielmo di Nassau.

## Biografia
Natal'ja nacque nella dacia di Kamennyj Ostrov, affittata dalla madre per l'estate, figlia di Aleksandr Sergeevič Puškin e di sua moglie Natal'ja Nikolaevna Gončarova. Venne educata in casa.
Nel 1876, Natalia consegnò a Ivan Turgenev delle lettere scritte da suo padre a sua madre per pubblicarle. Questo fece adirare i suoi fratelli.
A 17 anni, nel 1853, Natalia sposò Michail Leont'evič Dubel't (1822-1900). La madre di Natalia e il suo patrigno erano contrari a questo matrimonio. Dubel't era famoso per il suo temperamento violento, era un giocatore, ma non poterono far nulla: Natalia insistette, temendo la stessa sorte della sorella maggiore, che ancora non era sposata.
Da questa unione nacquero tre figli:
- Natal'ja Dubel't (1854-1925), sposò Arnold Hermann Josef Johann Nepomuk Franz Xaver Leopold von Bessel (1827-1887).
- Leontij Dubel't (1855-1894), capitano di secondo piano.
- Anna Dubel't (1861-1919), sposò Alexander P. Kondyrev (1855-1900).

La coppia divorziò nel 1868.

### Secondo matrimonio
Il 1º luglio 1868, a Londra, sposò Nicola Guglielmo di Nassau (1832 - 1905), unico figlio di Guglielmo, duca di Nassau e della sua seconda moglie principessa Paolina di Württemberg.
Il matrimonio venne considerato morganatico. Nel 1868 Giorgio Vittorio, principe di Waldeck e Pyrmont, la creò contessa di Merenberg.
La coppia ebbe tre figli:
- Sophie von Merenberg (1º giugno 1868 - 14 settembre 1927); creata contessa di Torby nel 1891, sposò a Sanremo il 26 febbraio 1891, il Granduca Michail Michajlovič Romanov (16 ottobre 1861 - 26 aprile 1929), ebbero figli.
- Alessandrina von Merenberg (14 dicembre 1869 - 29 settembre 1950), sposò a Londra, nel 1914, Don Massimo de Elia (1851 - 1929), non ebbero figli.
- Giorgio Nicola von Merenberg (13 febbraio 1871 - 31 maggio 1948), sposò in prime nozze, il 12 maggio 1895 a Nizza, la principessa Ol'ga Aleksandrovna Jur'evskaja (8 novembre 1873 - 10 agosto 1925), figlia di Alessandro II di Russia e della moglie morganatica la principessa Ekaterina Michajlovna Dolgorukova, ebbero figli; sposò, in seconde nozze, il 2 gennaio 1930 a Wiesbaden, Adelaide Moran-Brambeer (18 ottobre 1875 - 12 maggio 1942), non ebbero figli.